# لورنزو واسکو
لورنزو واسکو (انگلیسی: Lorenzo Vasco؛ زادهٔ ۱۹ ژوئن ۱۹۹۷) بازیکن فوتبال است.